# Thomas Jackson (Theologe)
Thomas Jackson (* Dezember 1578 in Witton-le-Wear, Durham; † 21. September 1640 in Oxford) war ein englischer Theologe und Philosoph. Nach seinem Studium in Oxford wirkte er dort als Hochschullehrer. In der anglikanischen Kirche zählte er in einem weiten Sinn zur arminianischen Richtung. Wichtige Anregungen erhielt er vom Neuplatonismus. Jackson gilt als Vorläufer des „Cambridger Platonismus“.

## Leben
Thomas Jackson wurde im Dezember 1578 in Witton-le-Wear, einer Ortschaft in der Grafschaft Durham, geboren und am 21. Dezember getauft. Sein Vater Henry Jackson hatte als Yeoman einen landwirtschaftlichen Betrieb. Mit seiner Frau Elizabeth hatte Henry Jackson sechs Kinder; Thomas war sein zweiter Sohn. Als Henry starb, wohl 1587 oder bald darauf, erbte Thomas Grundbesitz in Ferrye on the Hill. Zunächst war für ihn der Beruf eines Kaufmanns vorgesehen, doch auf Fürsprache eines einflussreichen Adligen, Lord Ralph Eure (1558–1617), schickte ihn die Familie stattdessen zur Ausbildung nach Oxford. Dort wurde er am 25. Juni 1596 in das Queen’s College der Universität aufgenommen. Richard Crakanthorpe, der später als namhafter Logiker und antikatholischer Polemiker bekannt wurde, war sein Tutor. Am 24. März 1597 erhielt Thomas Jackson ein Stipendium zum Studium am Corpus Christi College, das bis zu seinem Tod seine wichtigste Wirkensstätte blieb. Bald darauf wäre er fast ertrunken; seine Rettung brachte ihn zur Überzeugung, dass er für eine bedeutende Aufgabe ausersehen sei. Am 23. Juli 1599 wurde er Bachelor of Arts, am 9. Juli 1603 erlangte er den Grad eines Master of Arts. Dann wandte er sich einer kirchlichen Laufbahn zu; am 24. Februar 1605 empfing er die Weihe zum Diakon, am 22. September desselben Jahres die Priesterweihe. Im Verlauf seiner Studienjahre eignete er sich eine außergewöhnliche Bildung an, die neben dem Lateinischen und Altgriechischen unter anderem Kenntnisse in orientalischen Sprachen umfasste. Außerdem befasste er sich mit Mathematik und den okkulten Disziplinen. In der Philosophie galt sein besonderes Interesse der Metaphysik.
Es folgte Jacksons Aufnahme in den Lehrkörper: Am 10. Mai 1606 wurde er im Corpus Christi College zum probationer fellow gewählt. Als Tutor betreute er zwei Söhne von Lord Robert Spencer von Wormleighton, Richard und Edward Spencer, die später als Politiker hervortraten. Fortan verband ihn mit der Familie Spencer eine enge Freundschaft. In dieser Zeit trieb er seine theologische Ausbildung voran. Am 25. Juni 1610 erhielt er den theologischen Bachelorgrad (Bachelor of Divinity), im folgenden Jahr, am 11. Juni 1611, erteilte ihm die Universität die Erlaubnis zum Predigen. Er hielt Theologievorlesungen sowohl im Corpus Christi College als auch in Broadgates Hall, dem späteren Pembroke College. Jacksons Promotion zum Doktor der Theologie erfolgte erst am 27. Juni 1622, wobei er in der Disputation, die zum Promotionsverfahren gehörte, antikatholische Thesen vertrat.
Am 27. November 1623 erhielt Jackson eine bedeutende Pfarrstelle, das Vikariat von St. Nicholas in Newcastle upon Tyne. Er musste Oxford aber nicht sogleich verlassen, vielmehr durfte er dort noch einige Zeit lehren; erst im Januar 1625 gab er seine Stellung als Fellow auf. Sein Förderer war Bischof Richard Neile von Durham, dessen Kaplan er war. Es war wohl Neile, der ihm das Vikariat und später auch das Amt eines königlichen Hofkaplans verschaffte. Außerdem verdankte Jackson dem Bischof eine weitere Pfründe, die er 1625 erlangte, die Pfarrei (rectory) Winston in der Grafschaft Durham. Die Nutzung zweier Pfründen bedurfte als Ämterhäufung einer besonderen Erlaubnis, die Neile erteilte.
Im Januar 1631 wurde Jackson auf Empfehlung König Karls I. zum Präsidenten (Rektor) des Corpus Christi College gewählt. Der Erzbischof von Canterbury, William Laud, hatte sich für ihn eingesetzt. Jackson kehrte nach Oxford zurück und verzichtete auf seine beiden Pfründen im Norden. Die Funktion des Präsidenten übte er bis zu seinem Tode aus. Während seiner neunjährigen Amtszeit herrschten im zuvor durch Konflikte aufgewühlten Lehrkörper friedliche Verhältnisse. In dieser Zeit genoss er die Gunst des Königs, der dafür sorgte, dass er neue Pfründen erhielt: Am 18. Juli 1632 wurde Jackson in das Amt des Vikars von Witney in Oxfordshire eingeführt, am 16. März 1635 wurde er überdies Kanoniker an der Kathedrale von Winchester. Wegen der Anstößigkeit der Ämterhäufung verzichtete er 1637 auf Witney. Auf Veranlassung von Erzbischof Laud wurde ihm am 17. Januar 1639 das Amt des Dekans der Kathedrale von Peterborough übertragen.
Jackson neigte im Allgemeinen zu einer ausgleichenden Haltung, doch in den Fragen, die ihm wichtig waren, vertrat er seine Überzeugungen mit großer Entschiedenheit. Insbesondere profilierte er sich als dezidierter Widersacher des Calvinismus. Damit wurde er zur Zielscheibe von Gegenangriffen, auch im House of Commons, wo ihn sein ehemaliger Schüler Richard Spencer 1628 verteidigte. Zu seinen Gegnern zählte insbesondere der namhafte calvinistische Theologe William Twisse, der ihm 1631 mit dem Pamphlet A Discovery of D. Jacksons Vanitie entgegentrat. Im Jahr 1640 musste Erzbischof Laud in Oxford intervenieren, um die Veröffentlichung von Predigten Jacksons mit kontroversem Inhalt zu verhindern. Die Publikation hätte ein königliches Moratorium verletzt, das die Austragung der heftigen Theologenstreitigkeiten untersagte.
Jackson blieb unverheiratet. Er starb am 21. September 1640 in seinem College, in dessen Kapelle er auf seinen Wunsch beigesetzt wurde. 

## Werke
Jackson verfasste Abhandlungen und Predigten. Sein Hauptwerk sind seine Kommentare zum Apostolischen Glaubensbekenntnis (Commentaries upon the Apostles Creed) in zwölf Büchern. Die ersten neun Bücher und ein Teil des zwölften wurden schon zu seinen Lebzeiten veröffentlicht, das Übrige aus seinem Nachlass. Der erste Band erschien 1613. Er war Lord Eure gewidmet, dem Wohltäter, der dem Autor die Gelegenheit zum Studium verschafft hatte. Den Inhalt bildet eine ausführliche Darstellung der anglikanischen Theologie aus der Sicht des Verfassers und die Abgrenzung dieser Position sowohl vom Katholizismus als auch vom Calvinismus. Ein Bestandteil der Kommentare ist die Abhandlung über das Wesen und die Attribute Gottes (A Treatise of the Divine Essence and Attributes), deren erster Teil 1628 erschien. Dort nahm Jackson erstmals schriftlich gegen die calvinistische Prädestinationslehre Stellung und trat für die arminianische Gegenposition – das Bekenntnis zur Willensfreiheit – ein. Fortan wurde er in der Öffentlichkeit als Arminianer wahrgenommen, obwohl er sich nicht zum Arminianismus bekannte. Die Publikation des Treatise fand trotz der versöhnlichen Haltung des Autors ein teils feindseliges Echo.

## Lehre
Ein Hauptanliegen Jacksons war die Verteidigung der menschlichen Willensfreiheit gegen die calvinistische Lehre von der „doppelten Prädestination“. Nach calvinistischem Verständnis ist den von Gott Auserwählten von Anbeginn an die ewige Seligkeit sicher, während die übrigen Menschen schon vor ihrer Geburt dazu vorbestimmt sind, in der Hölle die ewige Verdammnis zu erleiden. Die „Gnadenwahl“, die endgültige Entscheidung Gottes über den künftigen Status der einzelnen Menschen in der Ewigkeit, stand schon vor der Erschaffung der Welt fest. Daran können menschliche Willensakte nichts ändern; niemand kann seinem Schicksal entgehen, das die göttliche Vorsehung von vornherein über ihn verhängt hat. Dieser Auffassung der Calvinisten setzte Jackson das Argument entgegen, Gott habe nicht nur Notwendigkeit, sondern auch Kontingenz gewollt und erzeugt und diese beiden Elemente harmonisch zusammengefügt. Vorherbestimmt seien nur die bestehenden Möglichkeiten, unter denen der Mensch wählen könne.
Jacksons Weltbild war stark vom Neuplatonismus geprägt, insbesondere vom Gedankengut des neuplatonisch gesinnten Renaissance-Humanisten Marsilio Ficino. Besonders interessierte ihn die natürliche Theologie; er befasste sich mit der Frage, wie eine Erkenntnis Gottes zustande kommen kann. Ein fundamentales Prinzip war für ihn die Forderung, dass Glaubenslehren mit den Mitteln der Vernunft einsichtig zu machen seien. Zwar kritisierte er die Denkweise der Scholastiker, die ihre theologischen Thesen zwingend aus notwendigen Annahmen ableiten wollten, doch stimmte er mit ihnen darin grundsätzlich überein, dass er auf die Notwendigkeit einer korrekten logischen Beweisführung Gewicht legte. Allerdings meinte er, der menschliche Verstand könne den Zugang zu göttlichen Wahrheiten nicht aus eigener Kraft, sondern nur dank der Unterstützung durch die göttliche Gnade finden.
In den Fragen, in denen sich die anglikanische Theologie von der katholischen unterschied, vertrat Jackson die Auffassung seiner Kirche nachdrücklich. Scharf verurteilte die katholischen Lehren von der päpstlichen Unfehlbarkeit und von der Realpräsenz.

## Rezeption
Zu Jacksons Nachlass gehörte eine Reihe von unveröffentlichten Schriften, deren Drucklegung der Gelehrte Barnabas Oley übernahm. Der größte Teil erschien im Zeitraum zwischen 1653 und 1657. Im Jahr 1653 publizierte Oley auch eine Biographie Jacksons aus der Feder von Edmund Vaughan, der in den 1630er Jahren im Corpus Christi College tätig gewesen war und somit als Augenzeuge berichtete. Es folgte 1672–1673 eine dreibändige, fast vollständige Ausgabe der Werke, die über 3000 Seiten umfasste.
Mit seiner Rezeption von Kerngedanken Platons und Plotins war Jackson ein Vorläufer des „Cambridger Platonismus“. Das Ausmaß seines Einflusses auf die Cambridger Platoniker, eine Gruppe von Theologen und Philosophen des 17. Jahrhunderts, und möglicherweise auch auf die Oxforder Intellektuellen des „Kreises von Tew“ (Tew Circle) ist nicht leicht bestimmbar. Sicher ist, dass Benjamin Whichcote (1609–1683), ein namhafter Repräsentant des Cambridger Platonismus, und der Dichter Thomas Traherne († 1674) von Jacksons Gedankengut Anregungen empfingen.
Bei anglikanischen Theologen fanden Jacksons Schriften auch in der Moderne Beachtung. Im Kreis der Oxford-Bewegung des 19. Jahrhunderts setzte man sich mit seiner Lehre auseinander. Der Dichter Robert Southey (1774–1843) schätzte ihn sehr. Im Jahr 1844 erschien in Oxford eine zwölfbändige vollständige Ausgabe der Werke Jacksons.

## Ausgabe
The Works of Thomas Jackson, D. D. 12 Bände. Oxford University Press, Oxford 1844 (Band 1 in der Google-Buchsuche; darin S. XXXIX–LII Edmund Vaughan: The Life and Death of the Reverend, Learned and Pious Dr. Jackson)